# Long Beach Grand Prix 1997
Toyota Grand Prix of Long Beach 1997 var ett race som kördes den 13 april i Long Beach, Kalifornien, på Long Beach Street Circuit. Alex Zanardi vann tävlingen, och gick med det upp till andra plats i mästerskapet bakom Scott Pruett, som överraskande innehade totalledningen i mästerskapet.

## Slutresultat
| Plats | Förare                | Team                     | Grid | Kvaltid |
| ----- | --------------------- | ------------------------ | ---- | ------- |
| 1     | Alex Zanardi          | Chip Ganassi Racing      | 2    | 51,665  |
| 2     | Maurício Gugelmin     | PacWest Racing           | 3    | 51,745  |
| 3     | Scott Pruett          | Patrick Racing           | 4    | 51,795  |
| 4     | Al Unser Jr.          | Marlboro Team Penske     | 15   | 52,653  |
| 5     | Parker Johnstone      | Team KOOL Green          | 13   | 52,186  |
| 6     | Bryan Herta           | Team Rahal               | 7    | 52,016  |
| 7     | Paul Tracy            | Marlboro Team Penske     | 11   | 52,067  |
| 8     | Raul Boesel           | Patrick Racing           | 12   | 52,070  |
| 9     | Jimmy Vasser          | Chip Ganassi Racing      | 10   | 52,046  |
| 10    | Bobby Rahal           | Team Rahal               | 8    | 52,020  |
| 11    | Adrián Fernández      | Tasman Motorsports       | 20   | 53,210  |
| 12    | Dario Franchitti      | Hogan Racing             | 17   | 52,825  |
| 13    | Mark Blundell         | PacWest Racing           | 14   | 52,609  |
| 14    | André Ribeiro         | Tasman Motorsports       | 19   | 52,980  |
| 15    | Patrick Carpentier    | Bettenhausen Motorsports | 21   | 53,219  |
| 16    | P.J. Jones            | All American Racing      | 23   | 53,477  |
| 17    | Michel Jourdain Jr.   | Payton/Coyne Racing      | 22   | 53,281  |
| 18    | Gualter Salles        | Davis/Craig Racing       | 18   | 52,838  |
| 19    | Paul Jasper           | Payton/Coyne Racing      | 25   | 53,478  |
| 20    | Hiro Matsushita       | Arciero-Wells Racing     | 28   | 56,167  |
| 21    | Gil de Ferran         | Walker Racing            | 1    | 51,293  |
| 22    | Michael Andretti      | Newman/Haas Racing       | 5    | 51,834  |
| 23    | Greg Moore            | Forsythe Racing          | 9    | 52,035  |
| 24    | Roberto Moreno        | Newman/Haas Racing       | 6    | 51,911  |
| 25    | Max Papis             | Arciero-Wells Racing     | 26   | 54,336  |
| 26    | Juan Manuel Fangio II | All American Racing      | 23   | 53,458  |
| 27    | Richie Hearn          | Della Penna Motorsports  | 16   | 52,654  |
| 28    | Dennis Vitolo         | Project Indy             | 27   | 55,255  |